# Konstantin Shumov
Konstantin Shumov (* 15. Februar 1985 in Moskau, Sowjetunion) ist ein finnischer Volleyballspieler.

## Karriere
Shumov begann seine Profikarriere 2003 beim finnischen Club Keski-Savon Pateri. 2006 wechselte der Mittelblocker nach Italien, wo er bis 2012 spielte. Anschließend wechselte er zum deutschen Bundesligisten Generali Haching, mit dem er 2013 den DVV-Pokal gewann. Seit 2006 spielt Shumov in der finnischen A-Nationalmannschaft, für die er ca. 180 Länderspiele bestritt und 2007 den vierten Platz bei der Europameisterschaft in Russland erreichte.

## Privatleben
Konstantin Shumov ist der Sohn des ehemaligen Volleyballspielers Jevgeni Shumov, der für den finnischen Club Pateri spielte. Er hat die russische und die finnische Staatsbürgerschaft.